# Volební podvod
Volební podvod je označení pro nelegální zásah do průběhu voleb, jehož cílem je narušit integritu hlasování ve prospěch (či neprospěch) politického subjektu či konkrétního kandidáta. Mezi nejčastější typy volebních podvodů patří manipulace s hlasy během samotného hlasování nebo sčítání hlasů a také kupčení s hlasy. V širším slova smyslu však volební podvod může zahrnovat i zastrašování politických protivníků nebo členů volebních komisí a celou řadu různých forem korupce. Jako volební podvod může být v závislosti na kontextu označena i činnost, která není v rozporu se zákonem, ale může být v rozporu s obecně uznávanými morálními hodnotami společnosti a principy demokracie.
Podle výzkumu agentury STEM z roku 2025 se rozsáhlých volebních podvodů před sněmovními volbami v roce 2025 obávala většina voličů, přičemž v porovnání s uplynulými lety došlo k významnému nárůstu obav z integrity volebního procesu, například v souvislosti se zavedením možnosti korespondenčního hlasování, které mohou využít Češi během pobytu mimo území Česka. V komunálních volbách v Česku, podobně jako v dalších státech, k volebním podvodům vzácně dochází, například díky přihlašování občanů k trvalému pobytu pouze za účelem volby konkrétního politického subjektu. V případě podezření z volebních podvodů může dojít k přepočítání hlasů, které v některých zemích musí nařídit příslušný soud.
Problematika volebních podvodů je poměrně často terčem dezinformací a hoaxů, což může podpořit proces eroze demokracie. Smyšlené informace o volebních podvodech ze strany amerického prezidenta Donalda Trumpa například vedly k útoku jeho příznivců na Kapitol Spojených států amerických 2021. Podobná situace nastala i při útoku na Brazilský národní kongres v roce 2023. V některých zemích však k volebním podvodům skutečně dochází; dlouhodobě například v celé řadě zemí Afriky, ale rozsáhlé volební podvody se mohou objevit i v jinak demokratických státech, jako se to stalo například v Gruzii při parlamentních volbách v roce 2024. Volební podvody lokálního charakteru, které zpravidla nemají na celkový výsledek voleb vliv, se běžně objevují i v demokratických zemích. Naopak v autoritářských zemích jako Rusko, Čína nebo Venezuela jsou volební podvody běžné a jsou klíčové pro udržení autoritářského režimu v zemi.